# تاکاشی اوکاجی
تاکاشی اوکاجی (به ژاپنی: 宇梶 剛士 Ukaji Takashi)؛( زادهٔ ۱۵ اوت ۱۹۶۲) یک هنرپیشه اهل ژاپن است.
از فیلم‌ها یا برنامه‌های تلویزیونی که وی در آن نقش داشته است می‌توان به پسران قرن بیستم و زن قلعه‌دار، نائوتورا اشاره کرد.